# الدوري الإسباني الدرجة الثانية 1984–85
دوري الدرجة الثانية الإسباني 1984–85 (بالإسبانية: Segunda División de España 1984-85)‏ هو الموسم 54 من دوري الدرجة الثانية الإسباني. أشرف على تنظيمه الاتحاد الملكي الإسباني لكرة القدم، وكان عدد الأندية المشاركة فيه 20، وفاز فيه نادي لاس بالماس.